# Казарма 150 км
Казарма 150 км (рос. Казарма 150 км) — селище у Купинському районі Новосибірської області Російської Федерації.
Входить до складу муніципального утворення Ленінська сільрада. Населення становить 10 осіб (2010).

## Історія
Згідно із законом від 2 червня 2004 року органом місцевого самоврядування є Ленінська сільрада.

## Населення
| 2002 | 2007 | 2010 |
| ---- | ---- | ---- |
| 23   | ↘7   | ↗10  |